# Hydata spilosata
Hydata spilosata är en fjärilsart som beskrevs av W. Warren 1907. Hydata spilosata ingår i släktet Hydata och familjen mätare. Inga underarter finns listade i Catalogue of Life.